# Кет Торес
Кет Торес (енгл. Kat Torres; Белем, 24. октобар 1988) је бразилски трговац људима, бивша манекенка и инфлуенсерка.

## Биографија
Рођена је 24. октобра 1988. у Белему. Одрасла је у Бразилу где се у младости такмичила у моделингу. Преселила се у Сједињене Америчке Државе где је привукла пажњу медија када је сликана са Леонардом Дикаприом који је негирао њихову блискост. Убрзо је покренула Инстаграм налог где су њени садржаји, као и на њеној веб страници и у видео снимцима, били о самопомоћи и претплатничкој услузи. Препоручила је хипнозу, медитацију и програме вежбања и понудила личне консултације тврдећи да има духовне моћи.
Објавила је аутобиографију A Voz, (The Voice) у којој је говорила о комуникацији са мистериозним гласовима које је само она могла да чује и тврдила је да има способност предвиђања будућности.
Више жена је тврдило да их је сексуално искоришћавала, поробљавала и затварала након што би их убедила да напусте Бразил и доселе се у Сједињене Америчке Државе. Федерални истражни биро ју је прогласио кривом за трговину људима и ропство јула 2024. и осудио на осам година затвора.